# دیوید باررا
دیوید باررا (انگلیسی: Deivid؛ زادهٔ ۲۷ ژانویهٔ ۱۹۸۹) بازیکن فوتبال اهل اسپانیا است که که در پست مدافع میانی برای یودی ویلا سانتا بریگیدا بازی می‌کند.